# Marlan
Marlan es una marca registrada de un tejido técnico ignífugo permanente (certificado según la norma UNE EN 11612) utilizado para el vestuario de protección de trabajadores en las fundiciones. Fue desarrollado en el año 1997 y comercializado por Marina Textil desde 1998, concebido para proteger de las salpicaduras de metal fundido incluyendo aluminio, criolita, hierro, acero, cobre, magnesio, vidrio y otros.
Su composición es una mezcla de fibras en las que destacan básicamente la lana y la fibra celulósica ignífuga (FR).  

## Propiedades y desarrollo
El factor de protección de Marlan no disminuye tras los lavados y sus propiedades permanecen inalterables a lo largo de toda la vida útil del tejido. Las especiales características de sus fibras de procedencia natural le confieren propiedades inherentes de protección y confort.
Según la Norma EN ISO 9185, alcanza el máximo valor D3 de protección ante salpicaduras de aluminio fundido y tiene el valor E3 de protección ante salpicaduras de hierro fundido. 
La lana, como fibra principal en su composición proporciona cualidades de aislante térmico, además de evitar que el metal fundido se adhiera al tejido, un problema frecuente en otras fibras anteriormente utilizadas en el sector (algodón, poliamidas, aramidas, etc.). 
Una de las principales virtudes del tejido Marlan es su capacidad de protección frente a la criolita, fundente utilizado en el aluminio primario para su obtención.

## Tipos
Actualmente existen diferentes tipos y evoluciones de Marlan, desarrollados para cubrir riesgos específicos en fundiciones:
- Marlan AL600R y Marlan AL400R (EN ISO 6942): tejidos aluminizados para protección frente al calor radiante.
- Marlan Plus: versión mejorada de Marlan, con mayor confortabilidad.
- Marlan HV y Marlan Plus HV (EN 20471): tejidos de alta visibilidad para mejorar la detección del trabajador.
- Marlan SX (EN 11612): con acabado cerámico, proporciona protección frente a fuertes impactos de metal fundido.

## Marina Textil
Marina Textil es la empresa fabricante de Marlan. Fundada en 1996 en Barberà del Vallés, Barcelona, se especializa en el desarrollo y producción de tejidos técnicos para ropa de protección individual en ambientes industriales.
La empresa desarrolla tejidos ignífugos, antiestáticos, de alta visibilidad y resistentes a productos químicos. Marina Textil colabora activamente con centros tecnológicos y universidades para innovar en soluciones de protección laboral, exportando sus productos a nivel internacional y cumpliendo con las principales normativas europeas y americanas de seguridad. 